# Leucoptera (bướm đêm)
Leucoptera  là một chi bướm đêm thuộc họ Lyonetiidae. Các loài thuộc chi này ăn lá và có thể gây hư hại cho mùa màng như cà phê và táo.

## Loài chọn lọc
- Leucoptera aceris (Fuchs, 1903)
- Leucoptera acromelas (Turner, 1923)
- Leucoptera adenocarpella (Staudinger, 1871)
- Leucoptera andalusica Mey, 1994
- Leucoptera arethusa Meyrick, 1915
- Leucoptera argodes Turner, 1923
- Leucoptera argyroptera Turner, 1923
- Leucoptera asbolopasta Turner, 1923
- Leucoptera astragali Mey & Corley, 1999
- Leucoptera caffeina Washburn, 1940
- Leucoptera calycotomella Amsel, 1939
- Leucoptera chalcopleura Turner, 1923
- Leucoptera chalocycla (Meyrick, 1882)
- Leucoptera coffeella (Guérin-Méneville, 1842)
- Leucoptera coma Ghesquière, 1940
- Leucoptera coronillae (M. Hering, 1933)
- Leucoptera crobylistis Meyrick, 1926 (India)
- Leucoptera cytisiphagella Klimesch, 1938
- Leucoptera deltidias Meyrick, 1906
- Leucoptera diasticha Turner, 1923
- Leucoptera ermolaevi Seksjaeva, 1990
- Leucoptera euryphaea Turner, 1926
- Leucoptera erythrinella Busck, 1900
- Leucoptera genistae (M. Hering, 1933)
- Leucoptera guettardella Busck, 1900
- Leucoptera hemizona Meyrick, 1906
- Leucoptera heringiella Toll, 1938
- Leucoptera hexatoma Meyrick, 1915 (India)
- Leucoptera iolitha Turner, 1923
- Leucoptera karsholti Mey, 1994
- Leucoptera laburnella (Stainton, 1851) -Laburnum Leaf Miner
- Leucoptera lathyrifoliella (Stainton, 1866)
- Leucoptera lotella (Stainton, 1859)
- Leucoptera lustratella (Herrich-Schäffer, 1855)
- Leucoptera malifoliella (Costa, 1836)
- Leucoptera melanolitha Turner, 1923
- Leucoptera meyricki Ghesquière, 1940
- Leucoptera nieukerkeni Mey, 1994
- Leucoptera onobrychidella Klimesch, 1937
- Leucoptera orobi (Stainton, 1869)
- Leucoptera pachystimella Busck, 1904
- Leucoptera periphracta Meyrick, 1915
- Leucoptera phaeopasta (Turner, 1923)
- Leucoptera plagiomitra Turner, 1923
- Leucoptera psophocarpella Bradley & Carter, 1982
- Leucoptera puerariella Kuroko, 1964
- Leucoptera robinella Braun, 1925
- Leucoptera sinuella (Reutti, 1853) (sometimes placed in Paraleucoptera)
- Leucoptera sortita Meyrick, 1915
- Leucoptera spartifoliella (Hübner, 1813)
- Leucoptera strophidota Turner, 1923
- Leucoptera thessalica Mey, 1994
- Leucoptera toxeres Turner, 1923
- Leucoptera zanclaeella (Zeller, 1848)

Species placed in Paraleucoptera by some authors:
- Leucoptera albella (Chambers, 1871) -Cottonwood Leaf Miner
- Leucoptera heinrichi Jones, 1947

Species placed in Proleucoptera by some authors:
- Leucoptera celastrella (Kuroko, 1964)
- Leucoptera oxyphyllella (Kuroko, 1964)
- Leucoptera smilactis (Kuroko, 1964)
- Leucoptera smilaciella (Busck, 1900)